# Moses krossar lagens tavlor
Moses krossar lagens tavlor (nederländska: Mozes vernietigt de Tafelen der Wet) eller Moses med lagens tavlor (tyska: Moses mit den Gesetzestafeln) är en oljemålning av den nederländske konstnären Rembrandt. Den målades 1659 och ingår i Gemäldegaleries samlingar i Berlin. 
Det gammaltestamentliga motivet med Mose med lagens tavlor har tolkats av många konstnärer. I Andra Moseboken skildras hur Mose på Sinai berg mottog två stentavlor på vilka Gud skrivit "med sitt finger" de tio budorden (31:18). Vidare berättas att under tiden Mose befunnit sig på berget hade folket blivit otåliga och bett Aron, Moses bror, om en annan gud att dyrka. Aron hade då gjutit en guldkalv till folket att tillbe. När Mose återvände till sitt folk och såg dem dansa kring guldkalven slog han i vredesmod sönder stentavlorna (32:19). Rembrandts målning skildrar möjligen detta ögonblick. 
Senare beskrivs hur Mose hugger ut två nya stentavlor där Gud skriver samma ord som stod på de första tavlorna (kapitel 34). Gemäldegalerie anger att det kan vara dessa stentavlor som Mose visar upp för sitt folk i Rembrandts målning och benämner därför tavlan Moses med lagens tavlor istället för Moses krossar lagens tavlor. Till stöd för detta anförs bland annat att Moses ansiktsuttryck inte är vredgat.
Målningen ingick på 1700-talet i Fredrik II:s samlingar och ärvdes därefter inom den preussiska kungafamiljen. Under andra världskrigets slutskede förvarades den i en saltgruva i Wartburgkreis där den upptäcktes av amerikanska trupper och togs som krigsbyte. Tavlan återfördes till tyska myndigheter 1949 och var därefter utställd i Wiesbaden och senare Västberlin. Den överfördes till Gemäldegalerie i samband med museets återöppnade 1998.